# Викторово (железнодорожная станция, населённый пункт)
Викторово — железнодорожная станция (населённый пункт) в Бежецком районе Тверской области. Входит в Шишковское сельское поселение

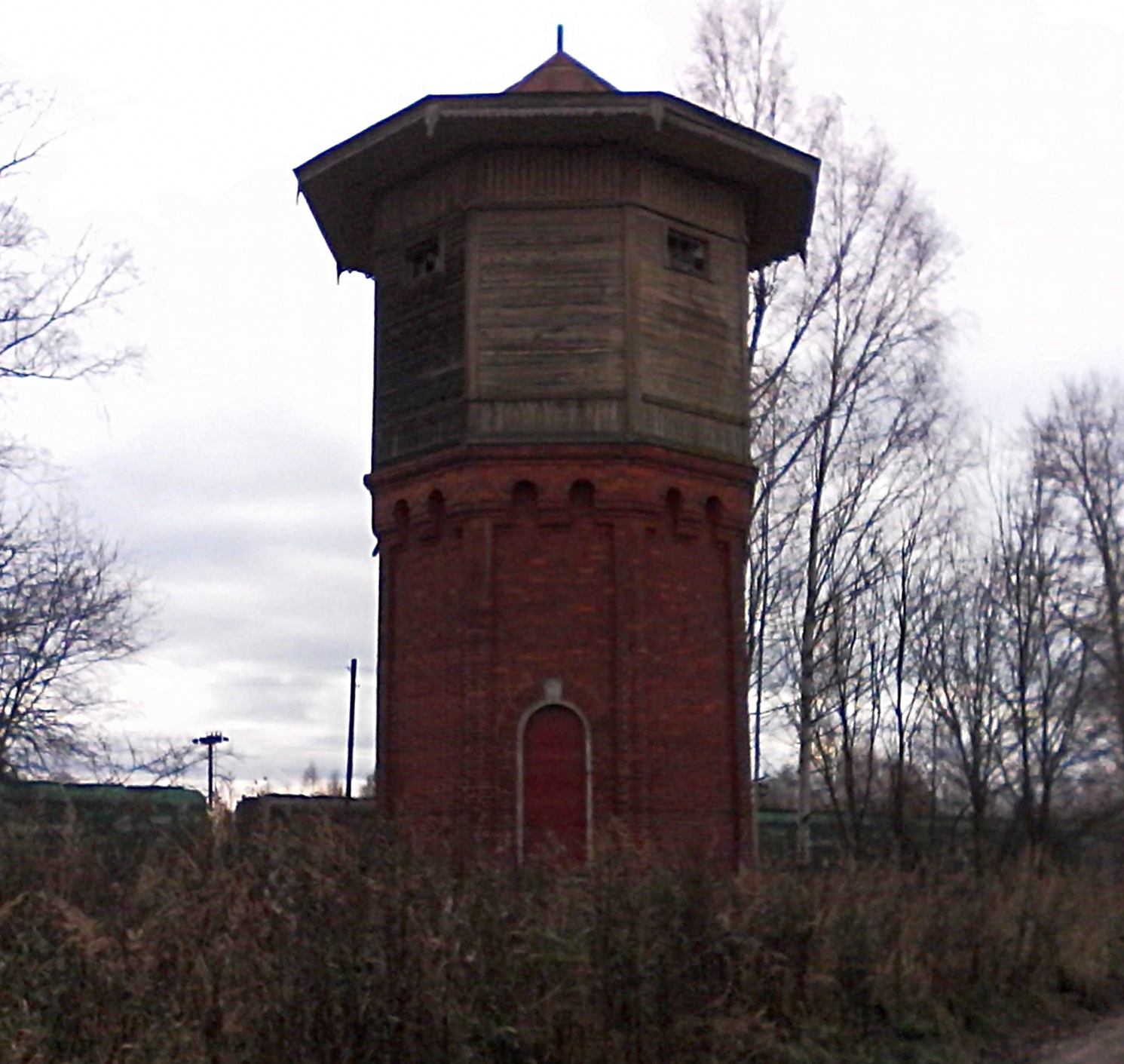
Водонапорная башня на станции

## История
Населённый пункт возник при станции Веречье Рыбинско-Бологовской железной дороги, открытой в 1870 году. Сейчас станция называется Викторово.

## География
Населённый пункт расположен в северо-восточной части Тверской области, на левом берегу реки Вирица, в 23 км к западу от Бежецка. С трёх сторон окружён лесами.

## Население
| 2010 |
| ---- |
| 29   |

## Инфраструктура
Обслуживание железной дороги.
Сохранилась водонапорная башня, служившая для заполнения водой паровозов.

## Транспорт
Железнодорожная станция Викторово Октябрьской железной дороги находится на линии Бологое — Сонково.
Связан автодорогой с селом Княжиха (2 км к югу, выход к автодороге Бежецк — Вышний Волочёк).
Просёлочные дороги.